# Kaur Riismaa

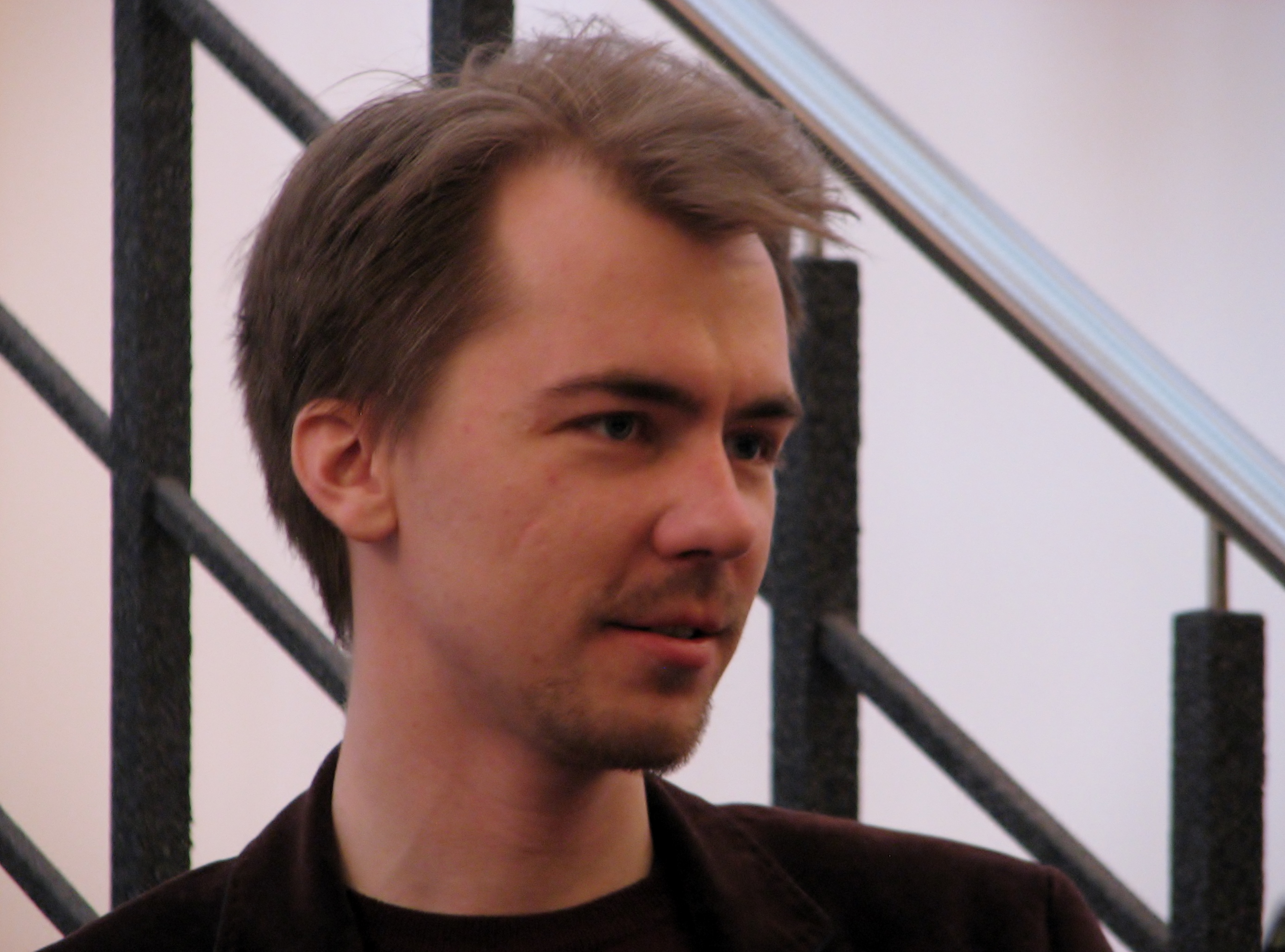
Kaur Riismaa 2014

Kaur Riismaa (* 24. März 1986 in Tartu) ist ein estnischer Schriftsteller, Schauspieler und Dramaturg.

## Leben
Riismaa machte in Tartu Abitur und studierte von 2005 bis 2010 an der Universität Tartu Semiotik und Theologie. Anschließend studierte er einige Jahre Dramaturgie an der Estnischen Musik- und Theaterakademie. Seine erste Inszenierung brachte er 2012 am Ugala-Theater in Viljandi auf die Bühne.
Riismaa ist seit 2012 Mitglied des Estnischen Schriftstellerverbandes.

## Literarisches Werk
Riismaa debütierte 2010 mit Gedichten in der Zeitschrift Vikerkaar und legte kurz darauf seinen ersten Gedichtband vor. Er enthielt Kurzporträts oder Kurzbiographien im Stile Mats Traats, dessen Haraler Lebensgeschichten ihrerseits die Spoon River Anthology von Edgar Lee Masters zum Vorbild hatten, und wurde von der Kritik für sein gutes Einfühlungsvermögen gelobt. In rascher Folge kamen die nächsten Bände, so dass ein Kritiker bald jubelte, dass man anhand seiner Werke verfolgen könne, „wie die Klassik direkt vor unseren Augen entsteht.“
Die Lyrik von Riismaa ist verglichen worden u. a. mit dem estnischen Klassiker Jüri Üdi und dem griechischen Lyriker Konstantinos Kavafis. Außerdem verfasste Riismaa Theaterstücke und Essays.
2015 überraschte der Autor seine Leserschaft mit zwei Prosawerken, denen teilweise das „Zeug zum Kultbuch“ bescheinigt wurde. Beide behandeln unter anderem Verlust und Tod.
Ende 2024 gewann Riismaa unter dem Pseudonym Nora Maria London einen Essaywettbewerb des Estnischen Kulturkapitals zur Zukunft der estnischen Kultur, mit dem er sich als junge Estin aus dem ländlichen Raum im Süden des Landes ausgab. Der Text „Wie wir die Heiligkeit töteten“ übte dabei unter anderem scharfe Kulturkritik an der Verwendung von Anglizismen und dem ‚Aussterben‘ lokaler Erzählungen. An der Preisverleihung nahm Riismaa als Deepfake einer jungen blonden Frau per Videoschaltung teil und gab sich erst später als Urheber zu erkennen.

## Auszeichnungen
- 2015 Literaturpreis des Estnischen Kulturkapitals (Lyrik)

## Bibliografie
- Me hommikud, me päevad, õhtud, ööd ('Unsere Morgen, unsere Tage, unsere Abende'). Saarde-Pärnu: Ji 2011. 196 S.
- Rebase matmine ('Beerdigung des Fuchses'). Tallinn: Näo Kirik 2012. 111 S.
- Majus ja majutult. Naeru ja yksilduse raamat ('In Häusern und häuserlos. Das Buch von Lachen und Einsamkeit'). Tln: Verb 2013. 112 S.
- Metamorfoosid ('Metamorphosen'). Saarde-Pärnu: Ji 2013. 110 S.
- Teekond päeva lõppu ('Reise zum Ende des Tages'). Tln: Näo Kirik 2014. 64 S.
- Merimetsa ('Merimetsa' [Stadtbezirk von Tallinn]). Saarde-Pärnu: Jumalikud Ilutused 2014. 80 S.
- Pühamägi ('Heiliger Berg'). Tallinn: Verb 2015. 109 S.
- Pimeda mehe aiad ('Die Gärten des blinden Mannes'). Tallinn: Tänapäev 2015. 224 S.
- Soekülm ('Warmkalt'). [Tallinn:] Verb 2016. 85 S.